# Pływanie na otwartym akwenie na Mistrzostwach Świata w Pływaniu 2024
Konkurencje w pływaniu na otwartym akwenie na 21. Mistrzostwach Świata w Pływaniu odbywały się w dniach 3–8 lutego 2024 w porcie Doha. Łącznie zostało rozegranych pięć konkurencji.

## Medaliści

### Mężczyźni
| Konkurencja       | Złoto                     | Złoto     | Srebro                         | Srebro    | Brąz                            | Brąz      |
| Konkurencja       | Zawodnik                  | Czas      | Zawodnik                       | Czas      | Zawodnik                        | Czas      |
| 5 km (szczegóły)  | Logan Fontaine · Francja  | 51:29,3   | Marc-Antoine Olivier · Francja | 51:29,6   | Domenico Acerenza · Włochy      | 51:30,0   |
| 10 km (szczegóły) | Kristóf Rasovszky · Węgry | 1:48:21,2 | Marc-Antoine Olivier · Francja | 1:48:23,6 | Hector Pardoe · Wielka Brytania | 1:48:29,2 |

### Kobiety
| Konkurencja       | Złoto                            | Złoto     | Srebro                      | Srebro    | Brąz                        | Brąz      |
| Konkurencja       | Zawodniczka                      | Czas      | Zawodniczka                 | Czas      | Zawodniczka                 | Czas      |
| 5 km (szczegóły)  | Sharon van Rouwendaal · Holandia | 57:33,9   | Chelsea Gubecka · Australia | 57:35,0   | Ana Marcela Cunha Brazylia  | 57:36,8   |
| 10 km (szczegóły) | Sharon van Rouwendaal · Holandia | 1:57:26,8 | María de Valdés · Hiszpania | 1:57:26,9 | Angélica André · Portugalia | 1:57:28,2 |

### Zespół
| Konkurencja        | Złoto                                                                     | Złoto     | Srebro                                                                                    | Srebro    | Brąz                                                                        | Brąz      |
| Konkurencja        | Zawodnicy                                                                 | Czas      | Zawodnicy                                                                                 | Czas      | Zawodnicy                                                                   | Czas      |
| Zespół (szczegóły) | Australia · Moesha Johnson · Chelsea Gubecka · Nicholas Sloman · Kyle Lee | 1:03:28,0 | Włochy · Giulia Gabbrielleschi · Arianna Bridi · Gregorio Paltrinieri · Domenico Acerenza | 1:03:28,2 | Węgry · Bettina Fábián · Mira Szimcsák · Dávid Betlehem · Kristóf Rasovszky | 1:04:06,8 |

## Klasyfikacja medalowa
*   Gospodarz ( Katar)
| Miejsce | Reprezentacja   | Złoto | Srebro | Brąz | Razem |
| ------- | --------------- | ----- | ------ | ---- | ----- |
| 1       | Holandia        | 2     | 0      | 0    | 2     |
| 2       | Francja         | 1     | 2      | 0    | 3     |
| 3       | Australia       | 1     | 1      | 0    | 2     |
| 4       | Węgry           | 1     | 0      | 1    | 2     |
| 5       | Włochy          | 0     | 1      | 1    | 2     |
| 6       | Hiszpania       | 0     | 1      | 0    | 1     |
| 7       | Portugalia      | 0     | 0      | 1    | 1     |
| 7       | Brazylia        | 0     | 0      | 1    | 1     |
| 7       | Wielka Brytania | 0     | 0      | 1    | 1     |
| Razem   | Razem           | 5     | 5      | 5    | 15    |